# Keon Coleman
Keon Coleman (* 17. Mai 2003 in Opelousas, Louisiana) ist ein US-amerikanischer Footballspieler. Er spielte College-Football für die Michigan State Spartans und die Florida State Seminoles. Seit 2024 steht er bei den Buffalo Bills in der National Football League (NFL) unter Vertrag und spielt auf der Position Wide Receiver.

## Leben
Keon Coleman wuchs gemeinsam mit zwei Brüdern und zwei Schwestern bei seiner alleinerziehenden Mutter, Ravin Savoy, in Opelousas, Louisiana auf und besuchte die Opelousas Catholic School. Dort spielte er Basketball und Football.

## College
Im Jahr 2021 entschied er sich, für die Michigan State Spartans zu spielen. In seinem Freshman-Jahr spielte Coleman 10 Spiele, fing dabei 7 Pässe für 50 Yards und erzielte einen Touchdown. Außerdem spielte er auch 6 Spiele im Basketball-Team der Michigan State Spartans. In seinem Sophomore-Jahr wurde er Stammspieler und fing in 12 Spielen 58 Pässe für 798 Yards und erzielte 7 Touchdowns. Damit hatte er die meisten Pässe im ganzen Team gefangen und wurde ins All-Big-Ten Third Team berufen. Im Jahr 2023 wechselte er für sein Junior-Jahr zu den Florida State Seminoles. Dort fing er in 12 Spielen 50 Pässe für 658 Yards und erzielte 11 Touchdowns. Außerdem wurde er ins All-ACC First Team berufen. Am 21. Dezember 2023 gab er bekannt, dass er sich für den kommenden NFL Draft anmelden werde.

## NFL
Am 26. April 2024 wurde er mit dem 33. Pick in der zweiten Runde des NFL Draft 2024 von den Buffalo Bills ausgewählt. Er unterschrieb seinen ersten Profivertrag am 12. Juni 2024 mit einer Laufzeit über vier Jahre. In seinem ersten Profispiel gegen die Arizona Cardinals am 8. September 2024 fing er 4 Pässe für 51 Yards und war ein wichtiger Bestandteil beim 34:28-Sieg. In Woche 3 erzielte er beim 47:10-Sieg gegen die Jacksonville Jaguars seinen ersten Touchdown in der NFL. In Woche 7 erreichte Coleman zum ersten Mal als Profi über 100 Yards, als er beim 34:10-Sieg gegen die Tennessee Titans 4 Pässe für 125 Yards fing. Er wurde nach dem Spiel als Rookie of the Week ausgezeichnet.

### NFL-Statistiken
| Saison                             | Team  | Spiele | Spiele | Receiving | Receiving | Receiving | Receiving | Receiving | Rushing | Rushing | Rushing | Rushing | Rushing | Fumbles | Fumbles |
| Saison                             | Team  | GP     | GS     | Rec       | Yds       | Avg       | Lng       | TD        | Att     | Yds     | Avg     | Lng     | TD      | Fum     | Lost    |
| ---------------------------------- | ----- | ------ | ------ | --------- | --------- | --------- | --------- | --------- | ------- | ------- | ------- | ------- | ------- | ------- | ------- |
| 2024                               | Bills | 13     | 12     | 29        | 556       | 19,2      | 64        | 4         | 1       | 9       | 9,0     | 9       | 0       | 0       | 0       |
| Total                              | Total | 13     | 12     | 29        | 556       | 19,2      | 64        | 4         | 1       | 9       | 9,0     | 9       | 0       | 0       | 0       |
| Quelle: pro-football-reference.com |       |        |        |           |           |           |           |           |         |         |         |         |         |         |         |